# Stillingia patagonica
Stillingia patagonica är en törelväxtart som först beskrevs av Carlos Luis Spegazzini, och fick sitt nu gällande namn av Ferdinand Albin Pax och Käthe Hoffmann. Stillingia patagonica ingår i släktet Stillingia och familjen törelväxter. Inga underarter finns listade i Catalogue of Life.